# Joan Miró
Joan Miró i Ferrà (20. dubna 1893 Barcelona – 25. prosince 1983 Palma de Mallorca) byl katalánský malíř, grafik, sochař a keramik. Zpočátku se věnoval především malbě ve stylu kubismu a později také surrealismu. Několikrát pobýval v Paříži. Od třicátých let začal různými technikami produkovat také grafické listy a vyjadřovat se k politickému dění. Druhou světovou válku strávil v ústraní v Normandii a na Mallorce. Po válce navázal nové kontakty ve Spojených státech a začal tvořit pro řadu zákazníků nástěnné keramické mozaiky. Dále se rozvinula jeho sochařská tvorba, až do konce života experimentoval s novými výtvarnými technikami a vytvořil také několik tapiserií.
Ještě za jeho života bylo za jeho přispění otevřeno v roce 1975 v Barceloně muzeum současného umění Fundació Joan Miró a velkou část svého díla také věnoval o šest let mladšímu muzeu Fundació Pilar i Joan Miró a Mallorca v Palmě na Mallorce, kde strávil velkou část života.

## Život

### Mládí
Narodil se ve starobylé katalánské rodině řemeslníků. Jeho otec byl majetným hodinářem a zlatníkem v centru Barcelony, jeho matka pocházela z Mallorky. Joan tam často jezdíval stejně jako na statek u Tarragony, odkud pocházeli jeho předkové a venkov ho přitahoval více než Barcelona.
Již v mládí Joan oznámil rodině, že se chce stát malířem. Jeho otec všemu naléhání odolával a v roce 1907 se musel mladý Joan Miró stát studentem obchodní školy. V sedmnácti letech nastoupil jako úředník v kanceláři obchodní firmy a zároveň začal navštěvoval školu Escuelu de Bellas Artes, kde dvanáct let před ním studoval Picasso. Miró se ale nemohl plně věnovat tvorbě kvůli svým depresím a v následujícím roce vážně nervově onemocněl. Jeho otec ho poslal na zotavenou na jejich venkovský statek v Mont-roig del Camp. Pobyt na statku byl inspirací pro mnoho Miróových raných maleb katalánské krajiny. Tam se také definitivně rozhodl být malířem.
Po návratu z venkova v roce 1912 začal studovat na Škole umění v Barceloně, kde byl jeho učitelem Francesc d'Assís Galí. Od roku 1915 také navštěvoval kursy kreslení při škole sv. Lukáše, kde získal své celoživotní přátele Joana Pratse, Josepa Llorense i Artigase a Josepa Francesca Ráfoise. Miró byl inspirován francouzským uměním té doby, chtěl už tehdy vycestovat do Francie, kvůli probíhající první světové válce ale nakonec zůstal ve Španělsku.
V roce 1918 uspořádal svoji první samostatnou výstavu v Galerias Dalmau. V té době byl ještě silně ovlivněn fauvismem a kubismem. I když nesdílel techniku kubistické analýzy jako Picasso a Braque, používal geometrické tvary k podpoření dojmu pohybu, který vede pohled diváka hluboko do barev obrazu.[zdroj?] Tvořil zátiší, krajinomalby a žánrové scény z venkova. Jeho nejvýraznějšími díly na výstavě byly však jeho nevšední ženské akty. V březnu 1919 se kvůli svému přesvědčení o apatii a nevšímavosti lidí v Barceloně rozhodl odjet do Paříže.

### Návštěvy Paříže
První návštěva Paříže nebyla pro Miróa finančně úspěšná, neboť prodej jeho maleb byl v Paříži ještě horší než doma a žil proto ve veliké chudobě. Setkal se však s Pablem Picassem, jemuž prodal svůj autoportrét, kterého si Picasso ve své sbírce velmi cenil až do konce života.[zdroj?] Picasso se stal Miróovým přítelem a rádcem a podporoval ho v jeho uměleckém snažení. Léto 1919 strávil Miró v Mont-roig del Camp. Zdokonalil svůj styl tradičního harmonického katalánského umění venkova. Obrazy maloval v jasně definované geometrické struktuře dvou rozměrů.
Koncem roku 1920 se vrátil do Paříže, aby tam vystavil své obrazy z barcelonské výstavy v roce 1918. Paříž však jeho díla nepřijala o nic lépe, a tak výstava skončila fiaskem. Navázal však kontakt s dadaistou Tristanem Tzarou a dalšími umělci, kteří mu byli blízcí svým viděním světa. Doma ve Španělsku pracoval na postupné proměně od realistického projevu (např. Statkářka, 1922–1923) k malbě s prvky kubismu. Stěžejním obrazem tohoto období je velké plátno Farma (též Statek nebo Usedlost 1921–1922), na kterém pracoval devět měsíců.
V roce 1923 znovu odjel do Paříže. Setkání s André Bretonem, Paulem Eluardem a Louisem Aragonem, kteří právě v té době dali vzniknout surrealismu, bylo pro Miróa osudové. Miró uchopil myšlenku surrealismu ve své tvorbě s nadšením. Kde však ostatní surrealisté využívali k proniknutí do hloubky podvědomí vidin, snů, halucinací, hysterie a šílenství, Miró se nechával vést svou představivostí. Miróova představivost byla zdrojem novotvarů a detailů na plátně, které se mu stalo dětským hřištěm i tanečním parketem. Tvořil díla plná dětského naivního humoru, jeho obrazy byly zaplněny bytostmi a objekty rozmanitých tvarů a barev (např. Harlekýnův karneval, 1924–1925). Opět finančně strádal, musel žít velmi střídmě a asketicky, trávil hodiny ve svém studiu, hleděl do zdi a pak jen maloval na kus papíru nebo plátna, veden představivostí, vyvolanou hladem.[zdroj?]
Kromě zakladatelů surrealismu se zde seznámil také s Ernestem Hemingwayem, Jacquem Prévertem a Henry Millerem. Nastal zlom v jeho finanční situaci – pomalu začal prodávat svá díla. V březnu 1926 byl dokonce na seznamu Surrealisté, který vydala nová Galerie,[ujasnit] společně s umělci jako Yves Tanguy, Giorgio de Chirico, Man Ray, Rose Selavy, Marcel Duchamp, Francis Picabia, Pablo Picasso a Max Ernst. Zjednodušením malby nalezl lyrickou svobodu výrazu a ducha v hlubinách svého podvědomí. André Breton o jeho stylu dokonce prohlásil, že je nejsurrealističtější ze všech surrealistů. Sám Miró měl k surrealismu specifický vztah, názory ostatních osobností hnutí nesdílel do všech důsledků a pokládal se za výlučného malíře.

### Snová malba (1924–1930)
Zjednodušením struktur obrazu Miró vstoupil do období tzv. snových maleb. Potlačil dokonce symboly, vytvořil nový styl abstrakce a popisoval své sny. Jeho malby začaly vyjadřovat napětí mysteriózní kosmické události, setkání forem, které přibližují katastrofu nebo zjevení. Jeho malby se často omezily jen na černou a bílou barvu a pozadí vytvářelo dojem atmosférické vzdálenosti, snových setkání, tance v nekontrolovatelných silách přírody. Ve svých snových malbách používal pod vlivem Guillauma Apollinaira a Paula Kleea i kaligramu, osobitých znaků a symbolů. Neuznával hranici mezi malířstvím a poezií, slova dovedl zakomponovat do obrazu.[zdroj?]

### 30. léta

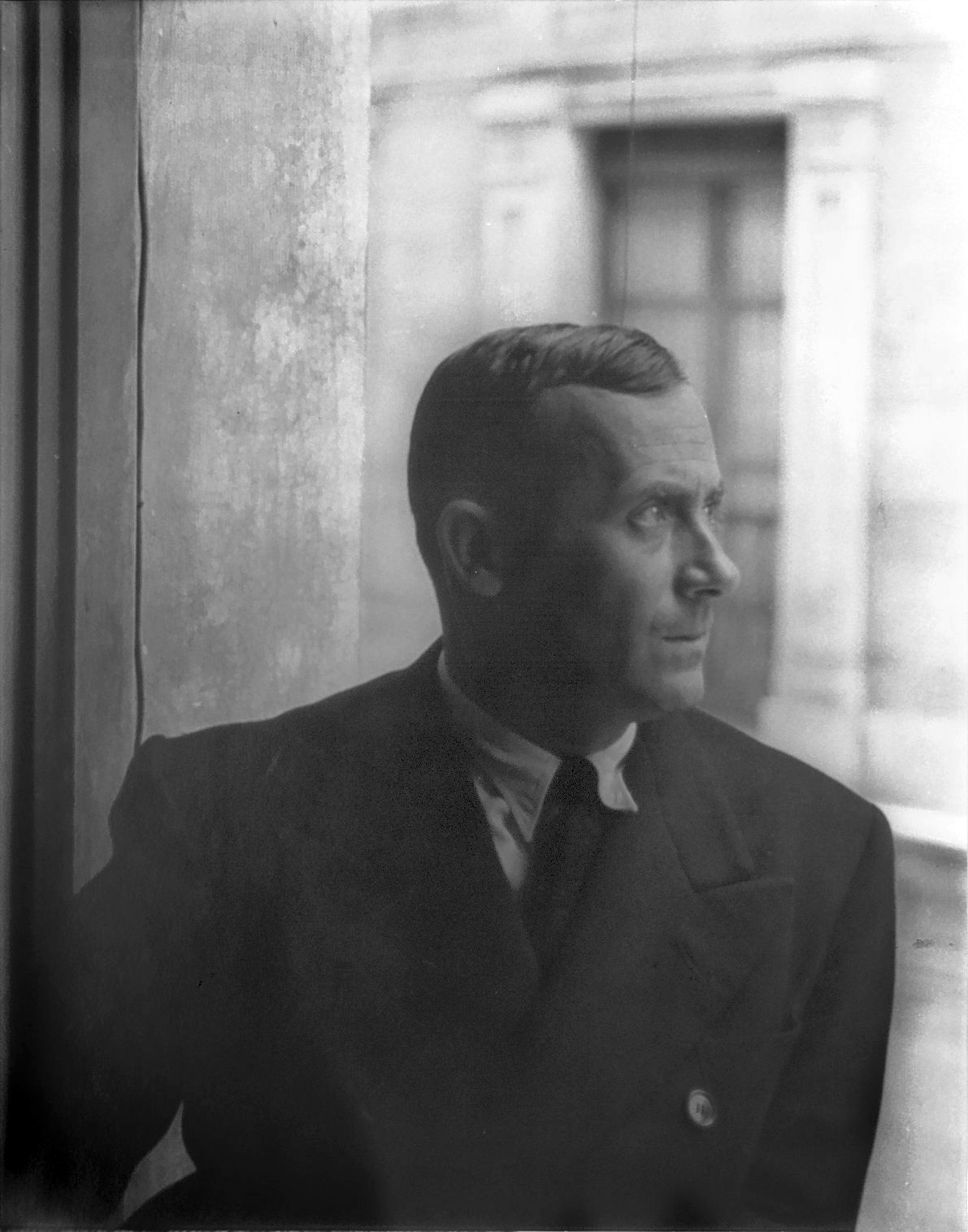
Joan Miro v červnu 1935 (42 let), Barcelona

Léto 1929 trávil Miró v Katalánsku a kde se 12. října oženil s Pilar Juncosou ze starobylé majorské[ujasnit] rodiny. Usadili se v Paříži v rue Mouthon č. 3. Dva roky po svatbě se narodilo jejich jediné dítě, dcera Dolores. V tomto šťastném období Miró vytvořil velké množství obrazů, objevil se nový obsah s erotickým nádechem. Chtěl, aby prostřednictvím jeho obrazů a soch byl sex vnímán jako něco magického.
Technika snové malby už mu nestačila a přestal zcela používat olejové barvy a temperu. Chtěl se vyjadřovat prostřednictvím jiných materiálů. Volil zjednodušení forem, koláže a jednoduché konstrukce v přesně vypočítaném vztahu formy a barvy. Čistou abstrakci bez vztahu k realitě vždy odmítal.[zdroj?] Se surrealismem se rozešel, protože si chtěl zachovat svobodu tvorby.
Od třicátých let je jeho rukopis definitivně vyhraněný a ustálený. Základem jeho tvorby se stal jednoduchý znak vedle barevné skvrny, menších či větších rozměrů. Výsledkem byla kaligrafická čistota; ve skladebné podstatě lze nalézt archetypický vztah písma a obrazu. Skupiny novotvarů, inspirovaných organickými formami, dominují v řadě jeho děl. Žlutá, modrá, červená, zelená barva a černá linka. Barvě dával přednost před tvarem.[zdroj?]
V roce 1930 vytvořil svá první grafická díla, cyklus litografií vydaný pod názvem Lithographie I v nákladu 75 kusů. Této technice se s různou intenzitou věnoval až do konce života: soupis čítá přes 1.300 litografických listů. Zabýval se i ostatními grafickými technikami, jako jsou suchá jehla, lept, akvatinta, dřevoryt a linoryt. Politická situace ve Španělsku se začala měnit a malíř svou tvorbou reagoval na politické události. Jeho plátna se zaplnila monstry vyvedenými v drásavých barvách na černé nebo červené obloze a znázorňující konflikty a absurditu války. Násilí vyjadřoval často symbolicky, v malbách se objevily ustříhané nehty, staré zubní kartáčky, rezavé řetězy, pružiny a smotané provazy. Symbolem neštěstí a španělské občanské války se stal jeho obraz Zátiší se starým střevícem (1937). V roce 1937 se s rodinou uchýlil do Paříže, kde na světové výstavě vystavil monumentální nástěnnou malbu Sekáč, vyjadřující jeho odporu proti fašismu. Malba, kterou věnoval městu Valencie, se ztratila a nikdy nebyla nalezena.

### Druhá světová válka
Na počátku druhé světové války se Miró ze Španělska odstěhoval do Normandie, do vesničky Le Clos des Sansonnets. Jeho obrazy byly inspirovány hudbou, přírodou a hvězdami. Když Němci začali tuto oblast bombardovat, znovu se přestěhoval. Ze svých prací zachránil na útěku pouze sérii malých kvašů na papíře nazvanou Konstelace, které vznikly v hluboké depresi. V obavě, že Němci válku vyhrají, ztrácel chuť žít. A v díle Konstelace se snažil najít ztracenou jistotu v harmonii symbolů. Symboly na plátnech obsahují hledání jednoty, ornamenty a plnost kosmického pořádku, působí klidem a vyrovnaností.

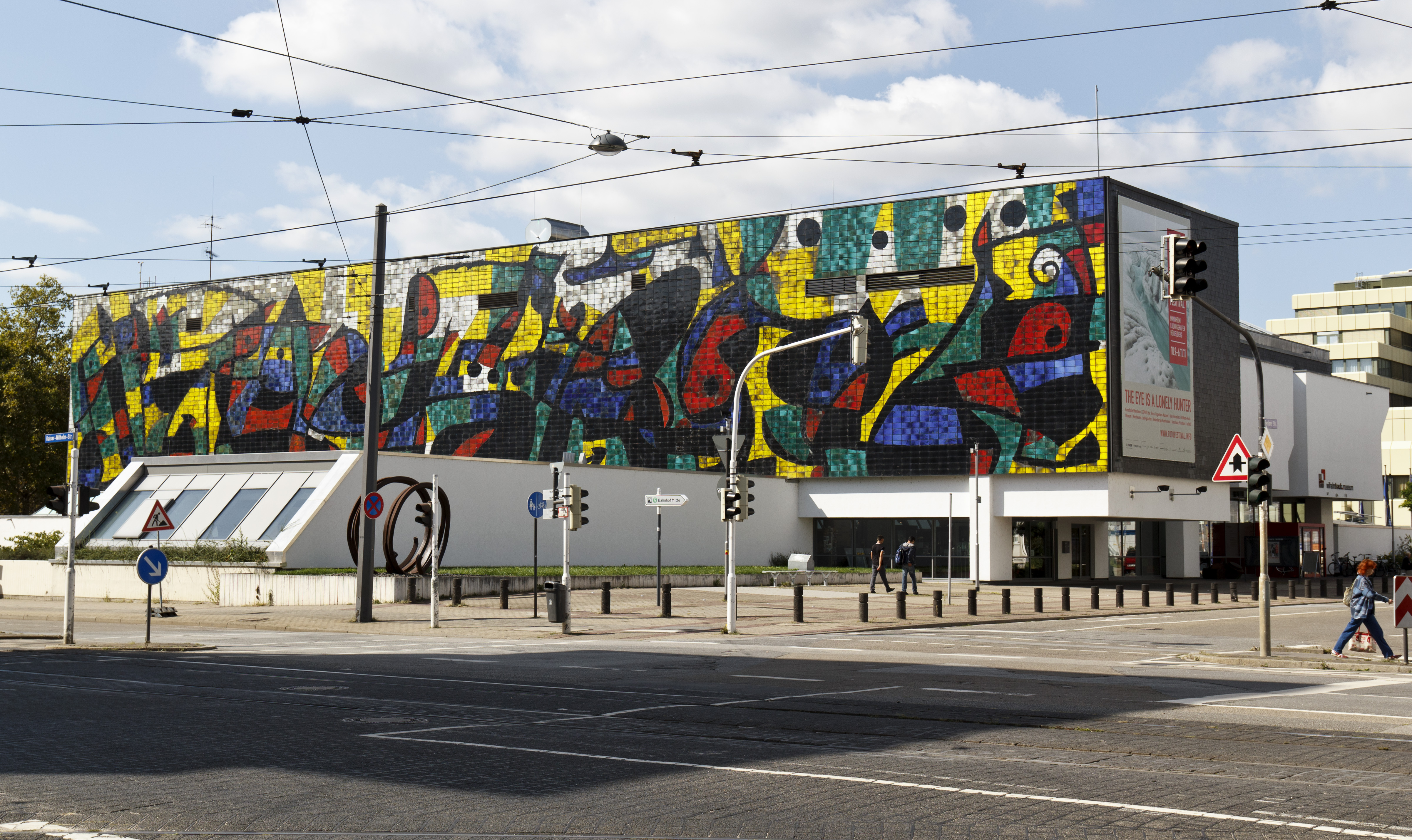
Mozaika na Muzeu Wilhelma Hacka v Ludwigshafenu, 1980

V roce 1941 se usadil na Mallorce a vytvořil cyklus černobílých litografií s názvem Barcelona, kterými odsoudil násilí a válku. Vyjádřil symbol odporu proti Francovu režimu ve Španělsku. Téhož roku mu byla uspořádána první retrospektivní výstava v Muzeu moderního umění v New Yorku spolu s vydáním první obsažné monografie.

### Poválečné období

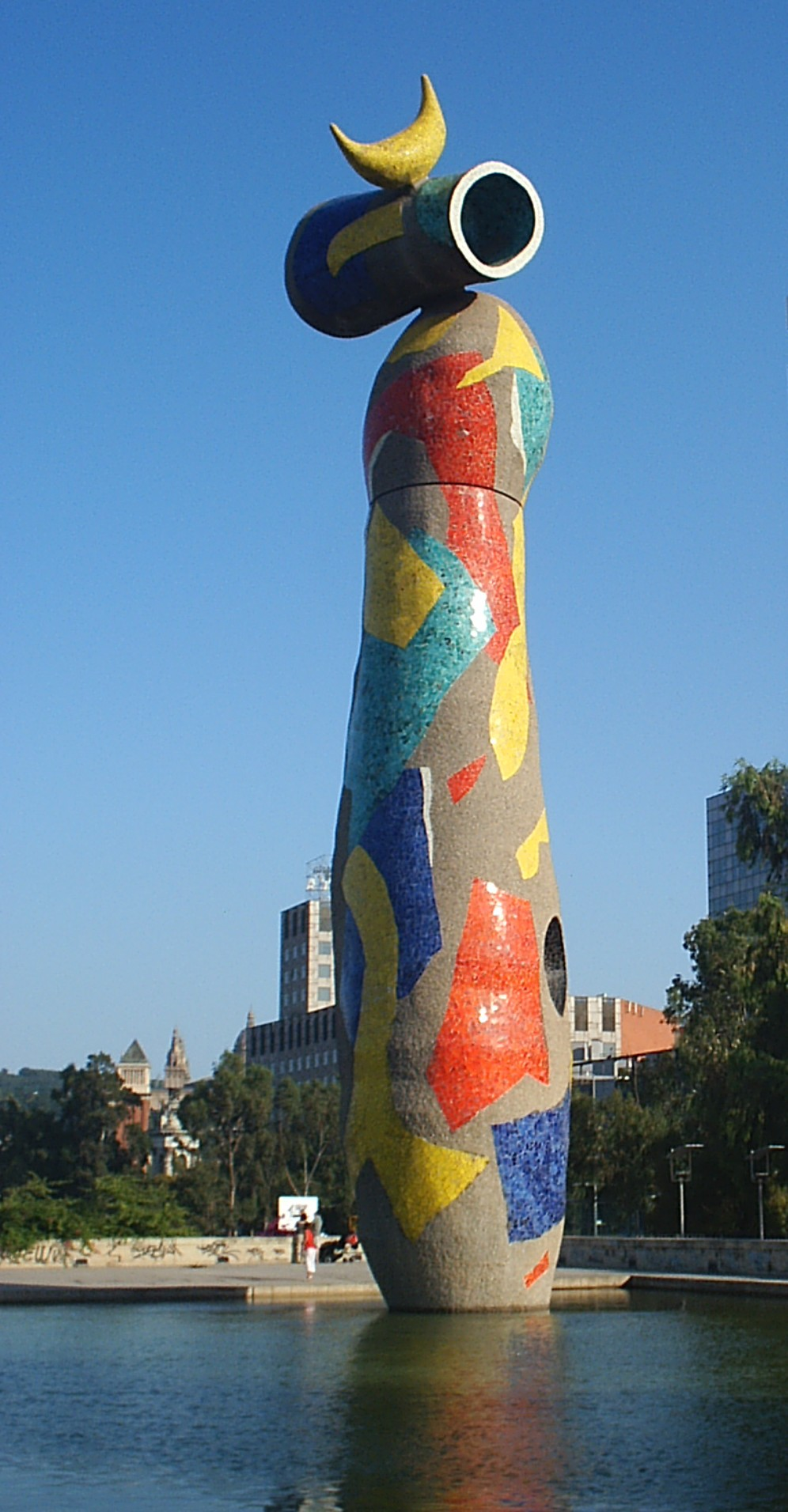
Žena a pták (1983, Barcelona)

V roce 1947 Miró strávil osm měsíců v New Yorku, kde byla na jeho počest opět uspořádána výstava v Muzeu moderního umění. Jeho práce vyvolaly velký ohlas a malíř byl požádán o vytvoření rozsáhlých nástěnných maleb. Dostavil se i úspěch v sochařství a návštěva USA rozšířila jeho umělecké obzory. V průběhu dalších let vytvořil velké keramické mozaikové stěny pro různé budovy v USA, Evropě i Japonsku (hotel Hilton v Cincinnati, Harvardova univerzita, sídlo UNESCO v Paříži, letiště a budova IBM v Barceloně, pavilon v Ósace). Jeho monumentální sochy jsou umístěny například v Saint-Paul-de-Vence (nadace Maeght), v Paříži (La Défens), Chicagu, Palmě de Mallorca, Houstonu nebo Barceloně.
Po roce 1950 začal hledat nové výrazové prostředky. Věnoval se převážně litografii, zabýval se také drobnou plastikou, keramikou i textilní tvorbou. Ještě za svého života věnoval Barceloně sbírku svých prací, které se staly základem Nadace Joana Miróa. Nadace vlastní a postupně vystavuje 180 obrazů, 145 plastik, 9 tapisérií, 5.000 kreseb a celé grafické dílo, které dosahuje téměř 2.000 prací. První Miróova retrospektivní výstava ve Španělsku byla uspořádána až v roce 1968 v Barceloně, více ohlasu nacházelo jeho dílo v zahraničí. I v pozdním věku hledal nové cesty. Chtěl skončit s tzv. komerčním uměním, které bylo kritikou zlehčováno, a tak vznikla spálená plátna, když hotové obrazy poničil ohněm, nůžkami nebo nožem. Koncem šedesátých let vytvořil sérii obrovských tapisérií, které popálil benzínem a pak na ně zavěšoval různé předměty. Tyto provokativní postupy posílily jeho popularitu a vzestup cen na světovém trhu s uměním.[zdroj?]
V roce 1974 Miró vytvořil tapiserii pro Světové obchodní centrum v New Yorku, které byla zničena při teroristickém útoku 11. září 2001. Mezi jeho poslední velká díla patří cementová plastika Žena a pták, která byla v roce 1982 vztyčena v Barceloně na místě bývalých jatek. Tvůrčí svobodu našel v bílých plátnech, na kterých byla namalována jediná tenká černá linka. Na jednobarevném podkladě uplatňoval též techniku akční malby.
Po Francově smrti se Miró v 85 letech spojil s radikálním divadelním souborem a vytvořil hru inspirovanou Králem Ubu, v níž ho ukazuje jako obraz diktátora. Představení s jeho výpravou a kostýmy mělo šokovat tradiční buržoazní kruhy v Barceloně.
Od roku 1956 žil a tvořil ve své vile v Palmě de Mallorca, kde zemřel 25. prosince 1983. Byl pohřben v rodné Barceloně (Montjuïc).
Za typické Miróovo logo se považuje hvězda načrtnutá osmi čarami, která nahrazuje umělcův podpis.[zdroj?] Miróova díla inspirovala básníka Rafaela Alberti k sepsání sbírky veršů.

## Galerie

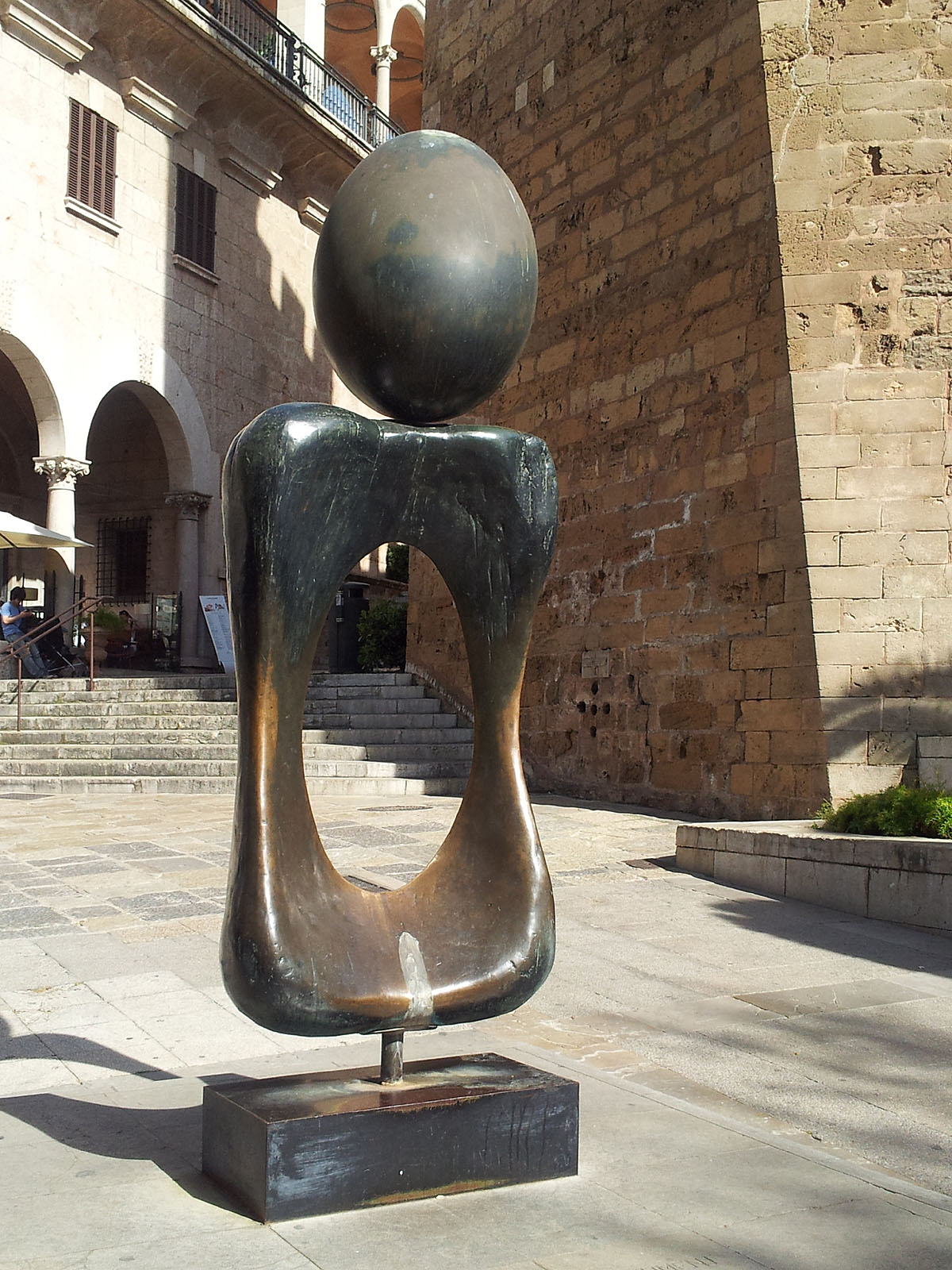
Žena (bronz, 1970 (Palma de Mallorca)
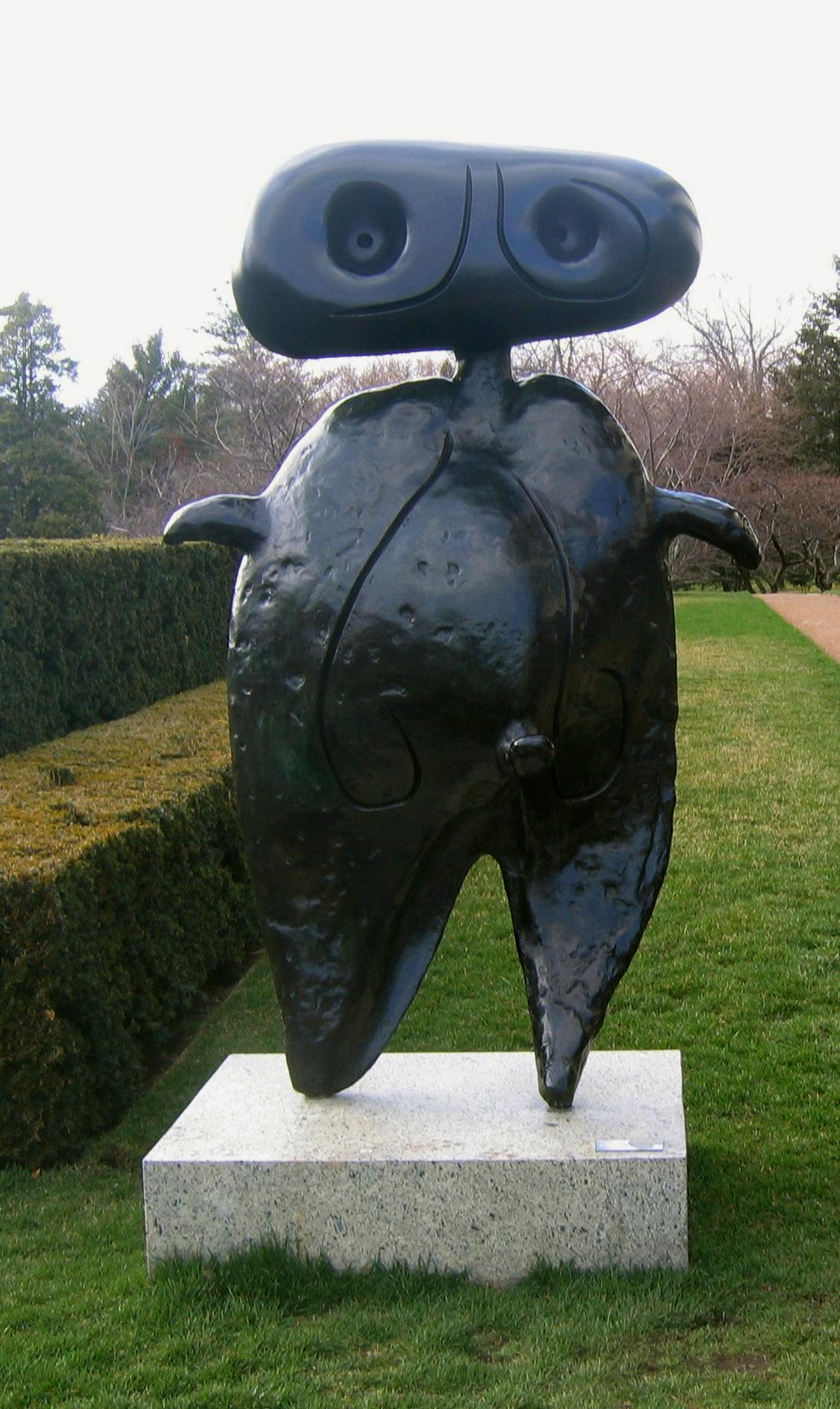
Postava (1970, Purchase, New-York, USA)
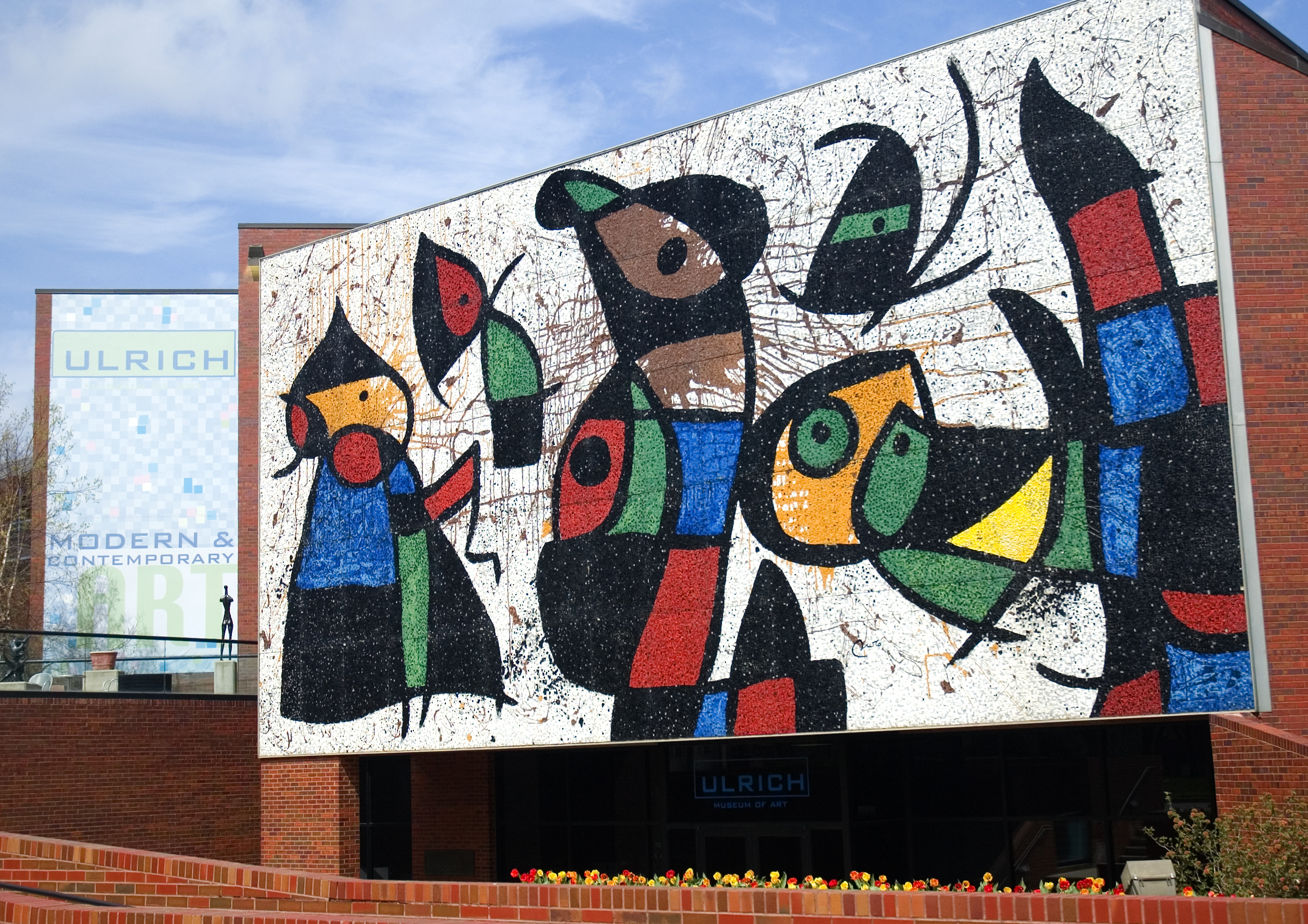
Lidé ptáci (1978, Ulrich Museum of Art, Wichita State University)
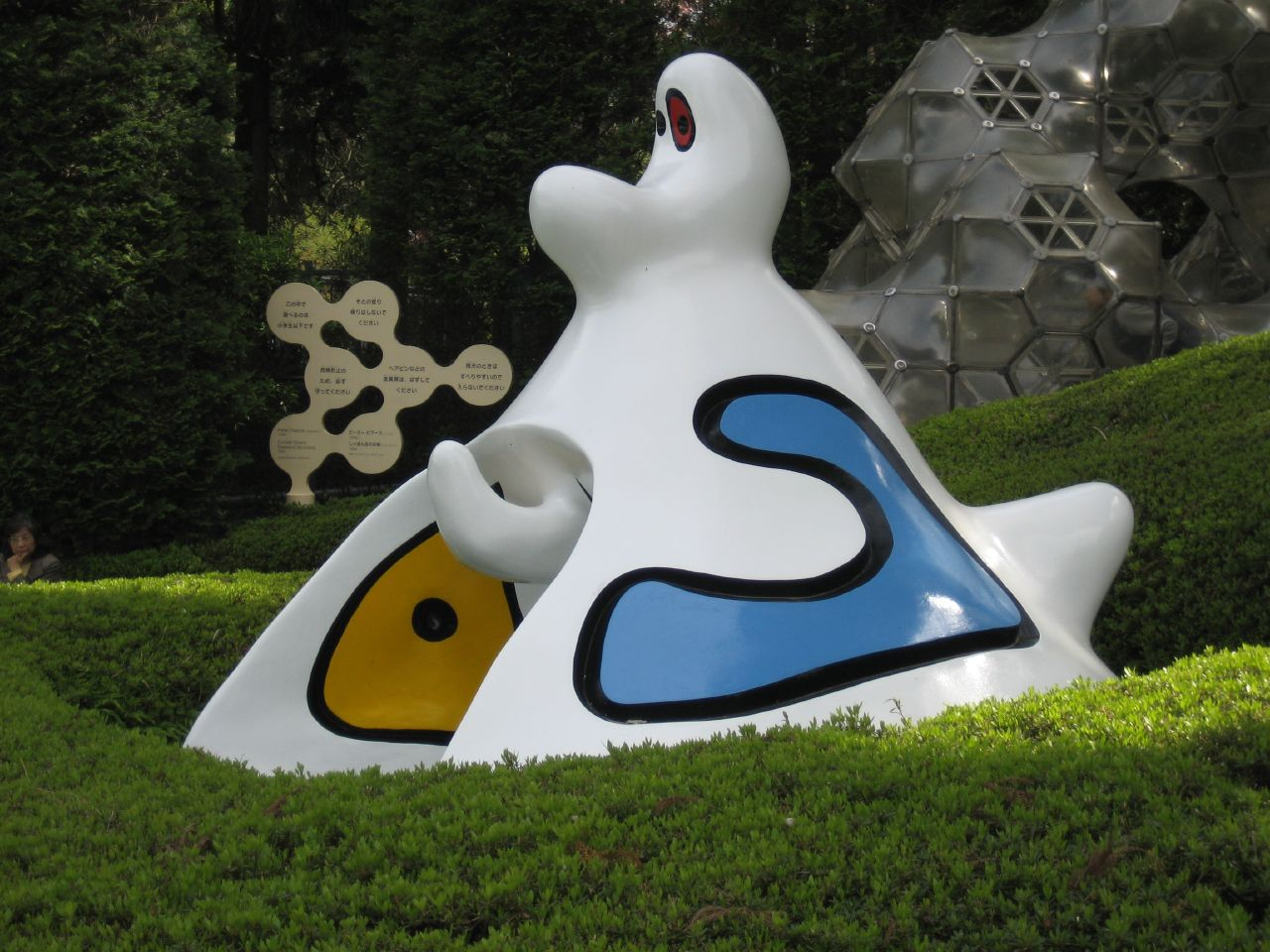
Postava (1972, Hakone Open Air Museum/Japan)
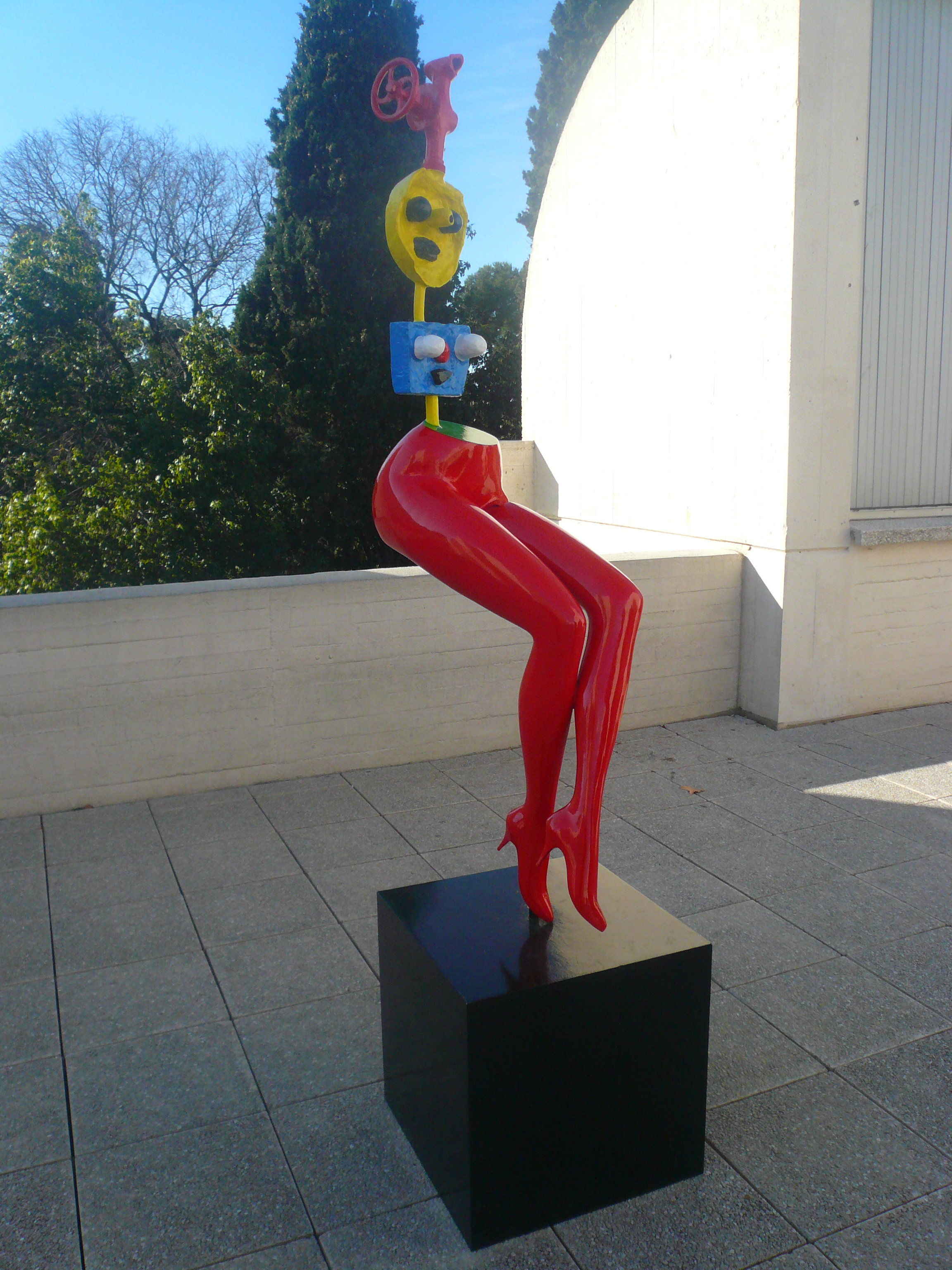
Žena (Nadace Miró, Barcelona)
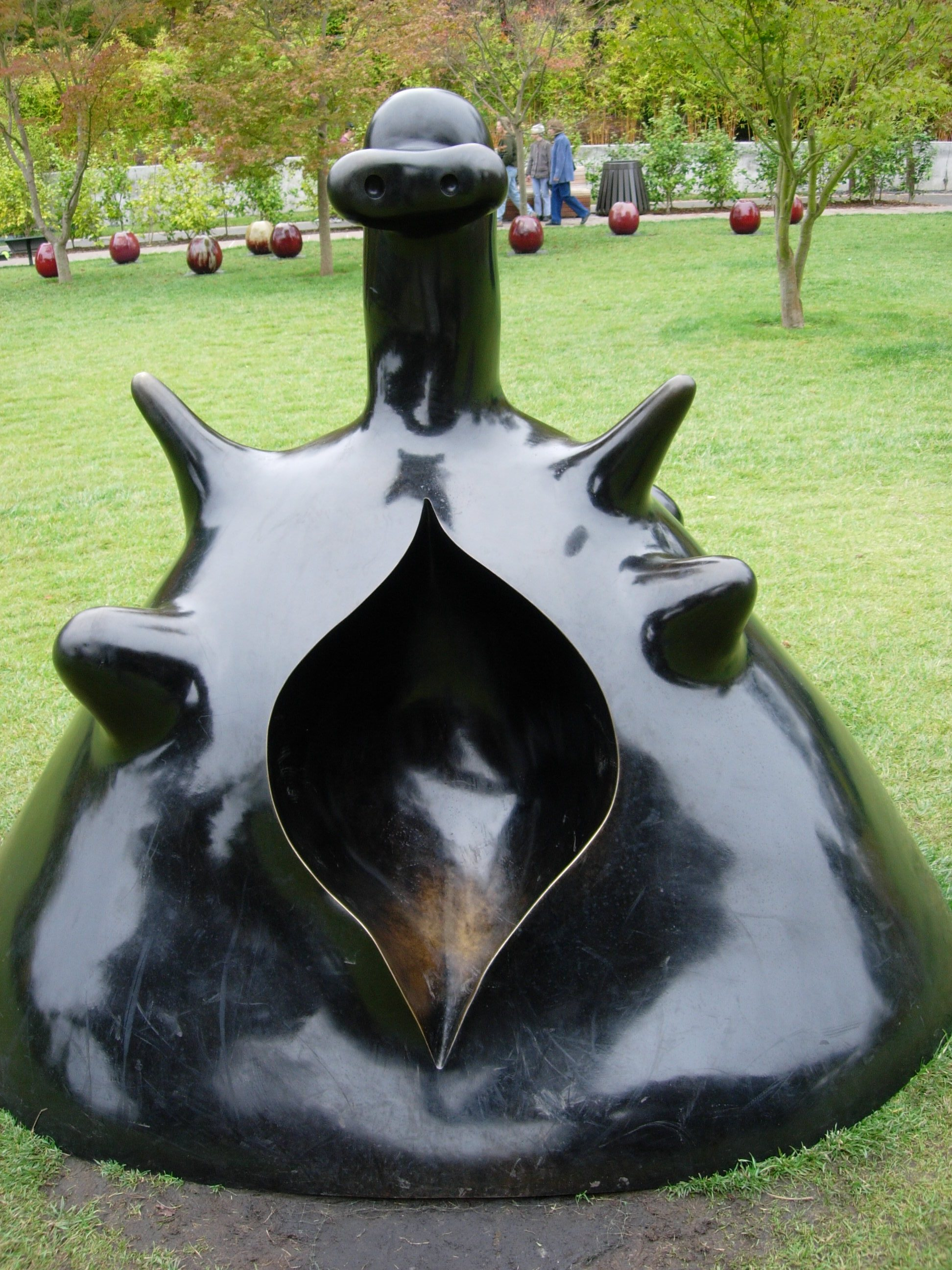
Velké mateřství (bronz, Grande Maternité, San Francisco)